# Bengt Ankarloo

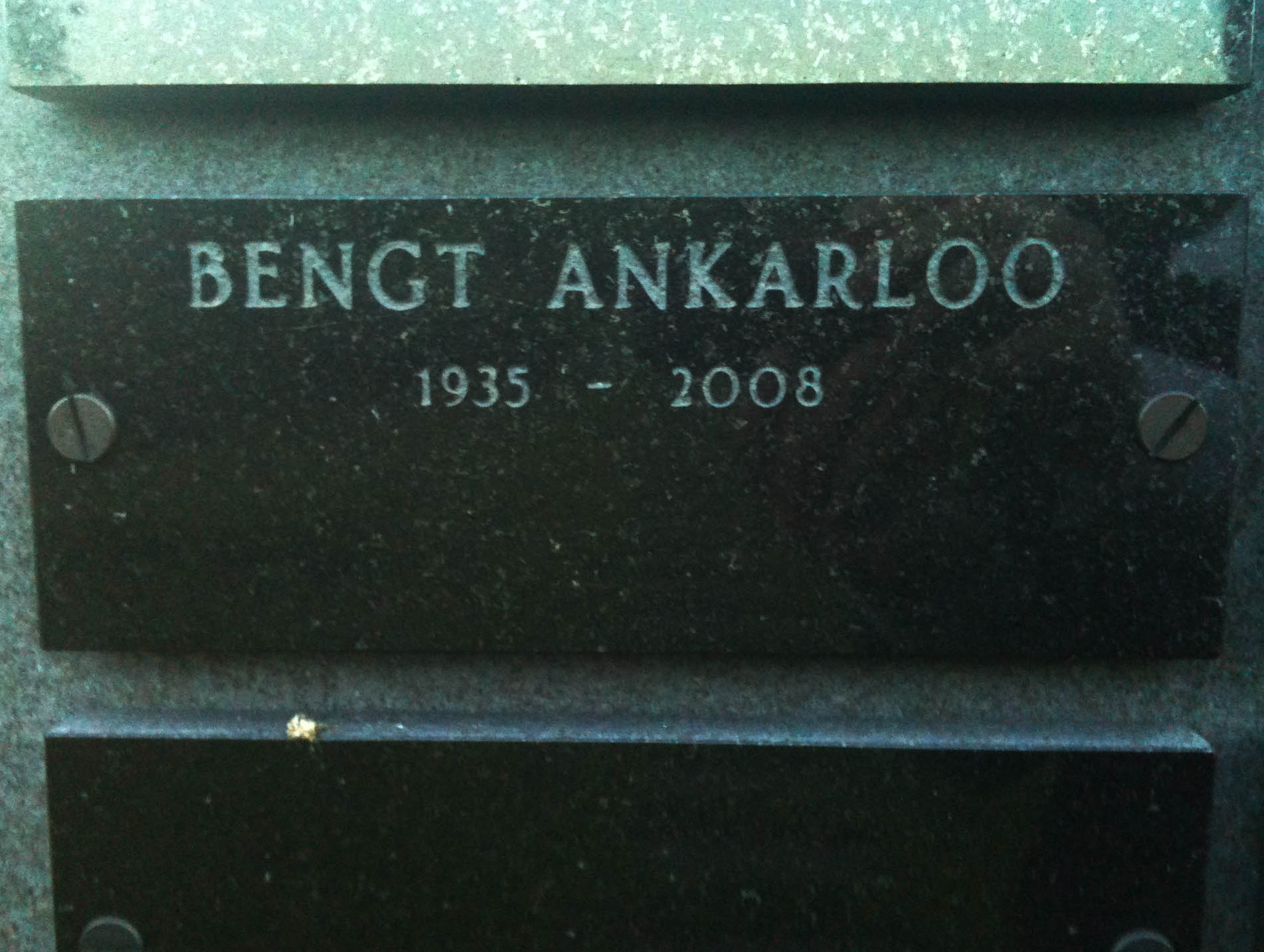
Minnesplakett med Bengt Ankarloos namn på Norra kyrkogården i Lund.

Karl Bengt Gunnar Ankarloo, född den 9 december 1935 i Ivetofta församling i dåvarande Kristianstads län, död den 12 januari 2008 i Lunds domkyrkoförsamling i Skåne län
, var en svensk historiker och professor.
Ankarloo var son till folkskolläraren Ebbe (Månsson) Ankarloo och småskolläraren Greta, ogift Nilsson, samt morbror till Daniel Ankarloo. Han blev filosofie doktor då han vid Lunds universitet 1971 disputerade med avhandlingen Trolldomsprocesserna i Sverige. År 1972 blev han docent och 1992 professor i historia vid samma universitet, en tjänst han hade fram till 2000, då han blev emeritus. Han var styrelseledamot i Riksbankens jubileumsfond och preses vid Kungliga Humanistiska Vetenskapssamfundet i Lund (LVS). Ankarloo medarbetade även i Nationalencyklopedin.
Bengt Ankarloo var från 1964 till sin bortgång gift med adjunkten Greta Olsson (född 1941). Hans gravvård återfinns på Norra kyrkogården i Lund.

## Fotnoter
1. 1 2  Sveriges Dödbok 1901–2009, DVD-ROM, Version 5.00, Sveriges Släktforskarförbund (2010).